# Dynamena brevis
Dynamena brevis är en nässeldjursart som först beskrevs av John Fraser 1935.  Dynamena brevis ingår i släktet Dynamena och familjen Sertulariidae. Inga underarter finns listade i Catalogue of Life.